# William Marshall (directeur de la photographie)
Pour les articles homonymes, voir Marshall et William Marshall.
William Marshall (ou William C. Marshall), né le 16 janvier 1885 en Turquie (alors Empire ottoman) et mort le 25 avril 1943 à Los Angeles (Californie), est un directeur de la photographie américain d'origine turque.

## Biographie
Émigré aux États-Unis et naturalisé américain sous le nom de William Marshall, il devient chef opérateur et contribue ainsi à soixante-huit films américains (principalement durant la période du muet), les trois premiers sortis en 1916, dont La Fille des dieux d'Herbert Brenon (avec Annette Kellermann et Stuart Holmes). Ses deux derniers films (parlants) sortent en 1930.
Dans l'intervalle, mentionnons Le Mirage de Chester Withey (1918, avec Billie Burke et Thomas Meighan), Le Cheik de George Melford (1921, avec Rudolph Valentino et Agnes Ayres), Hula de Victor Fleming (1927, avec Clara Bow et Clive Brook), ou encore Hot News de Clarence G. Badger (1928, avec Bebe Daniels et Neil Hamilton).
William Marshall meurt en 1943, à 58 ans.

## Filmographie partielle
- 1916 : R. P. 513 (en) (Under Cover) de Robert G. Vignola
- 1916 : La Fille des dieux (A Daughter of the Gods) d'Herbert Brenon
- 1917 : Les Grandes Espérances (Great Expectations) de Robert G. Vignola et Paul West
- 1918 : On the Quiet de Chester Withey
- 1918 : La Menace du passé (en) (The Danger Mark) de Hugh Ford
- 1918 : Le Tourbillon (The Whirlpool) d'Alan Crosland
- 1918 : Le Mirage (In Pursuit of Polly) de Chester Withey
- 1919 : Les Deux Mères (A Girl Named Mary) de Walter Edwards
- 1920 : L'Antiquaire (Crooked Streets) de Paul Powell
- 1921 : A Wise Fool de George Melford
- 1921 : Le Cheik (The Sheik) de George Melford
- 1922 : Notre premier citoyen (en) (Our Leading Citizen) d'Alfred E. Green
- 1922 : Morane le marin (Moran of the Lady Letty) de George Melford
- 1922 : La Fin des fantômes (The Ghost Breaker) de Alfred E. Green
- 1923 : Un nouveau Napoléon (Tea: With a Kick!) de Erle C. Kenton
- 1924 : Le Million de Richard (In Fast Company) de James W. Horne
- 1924 : L'Amérique l'a échappé belle (Laughing at Danger) de James W. Horne
- 1925 : L'Indomptable Diavolo (The Fighting Demon) de Arthur Rosson
- 1926 : Stranded in Paris de Arthur Rosson
- 1926 : You'd Be Surprised de Arthur Rosson
- 1927 : Hula de Victor Fleming
- 1927 : Senorita de Clarence G. Badger
- 1928 : Ce bon monsieur Hunter (Fools for Luck) de Charles Reisner
- 1928 : Hot News de Clarence G. Badger
- 1928 : Deux Honnêtes Fripouilles (Partners in Crime) de Frank R. Strayer
- 1929 : Le Dernier Voyage (Side Street) de Malcolm St. Clair
- 1930 : Check and Double Check (en) de Melville W. Brown

## Galerie photos

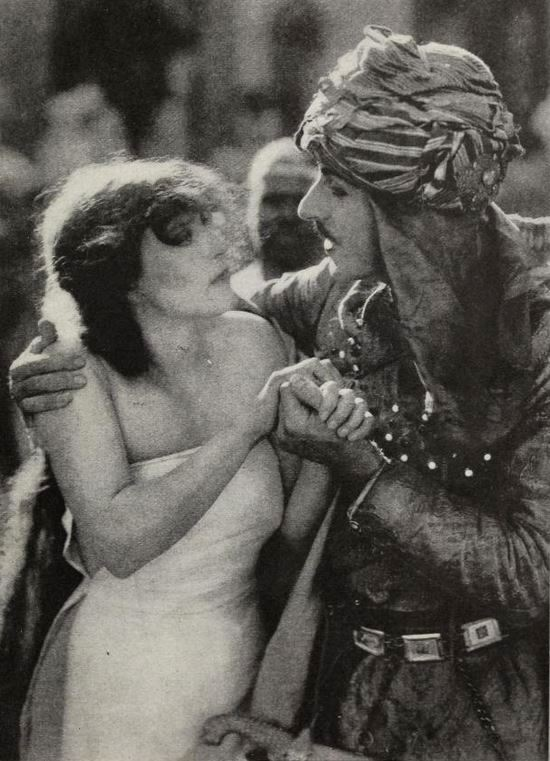
La Fille des dieux (1916), avec Annette Kellermann et Stuart Holmes
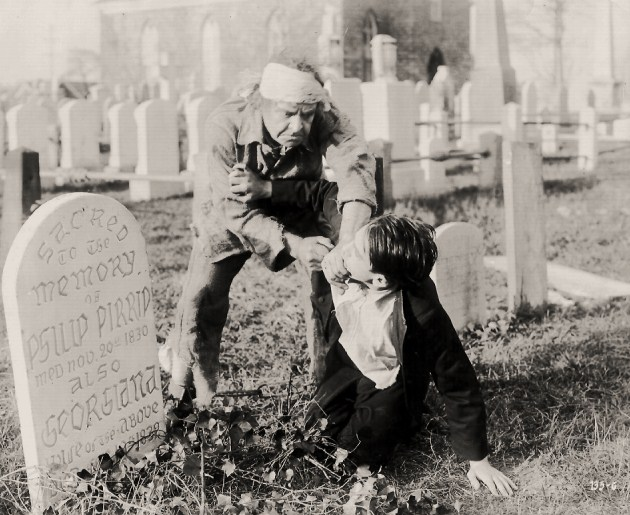
Les Grandes Espérances (1917), avec Frank Losee (à g.) et Jack Pickford
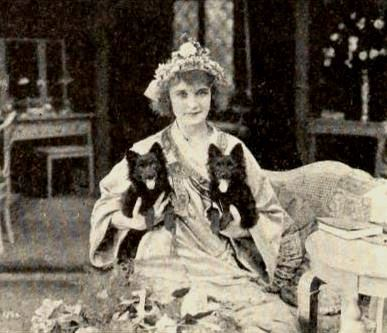
Le Mirage (1918), avec Billie Burke
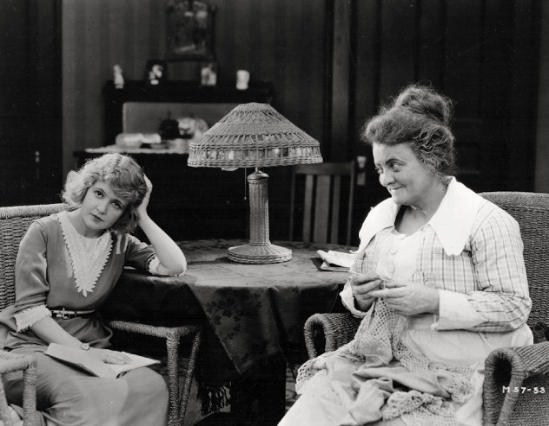
Les Deux Mères (1919), avec Marguerite Clark (à g.) et Aggie Herring
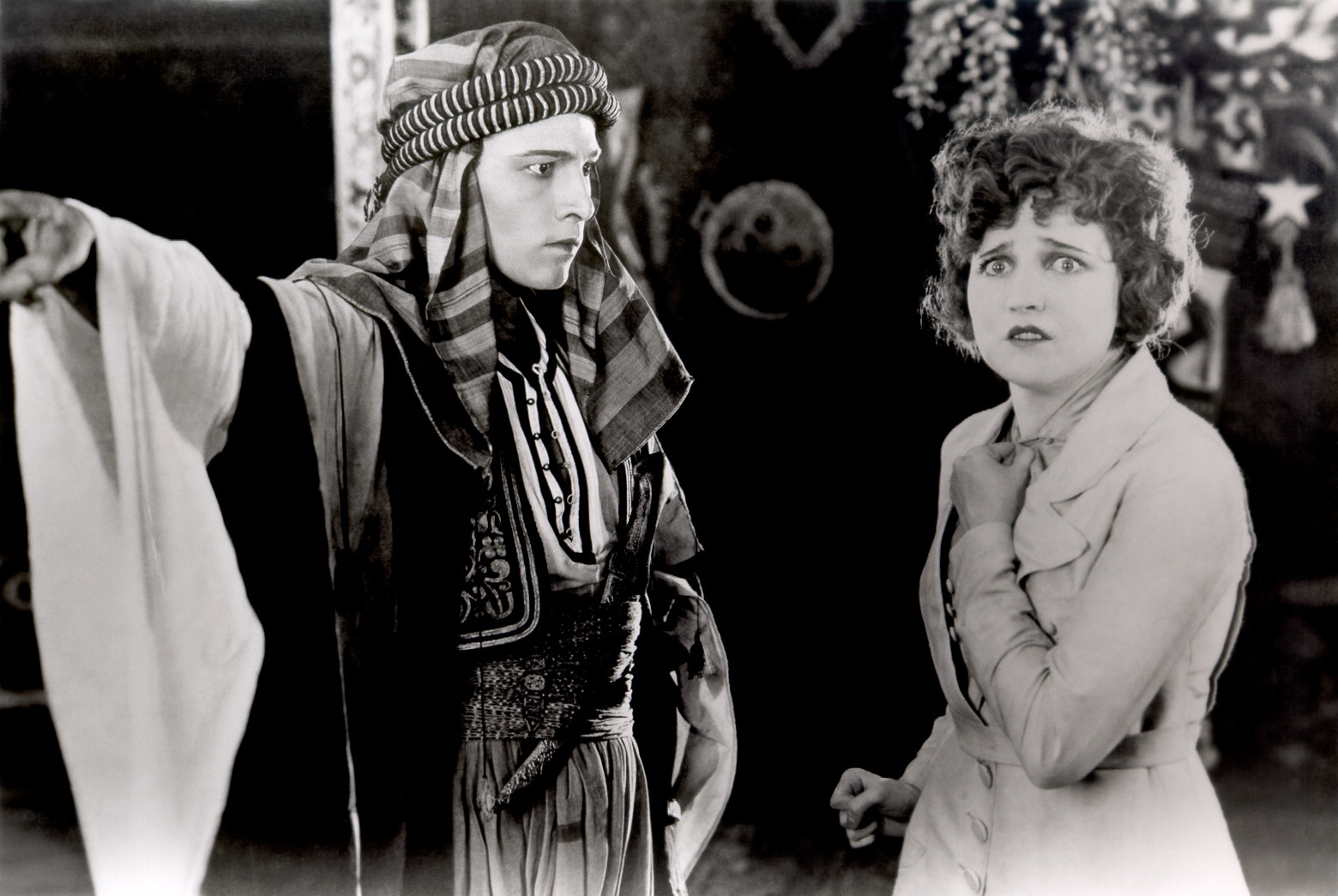
Le Cheik (1921), avec Rudolph Valentino et Agnes Ayres
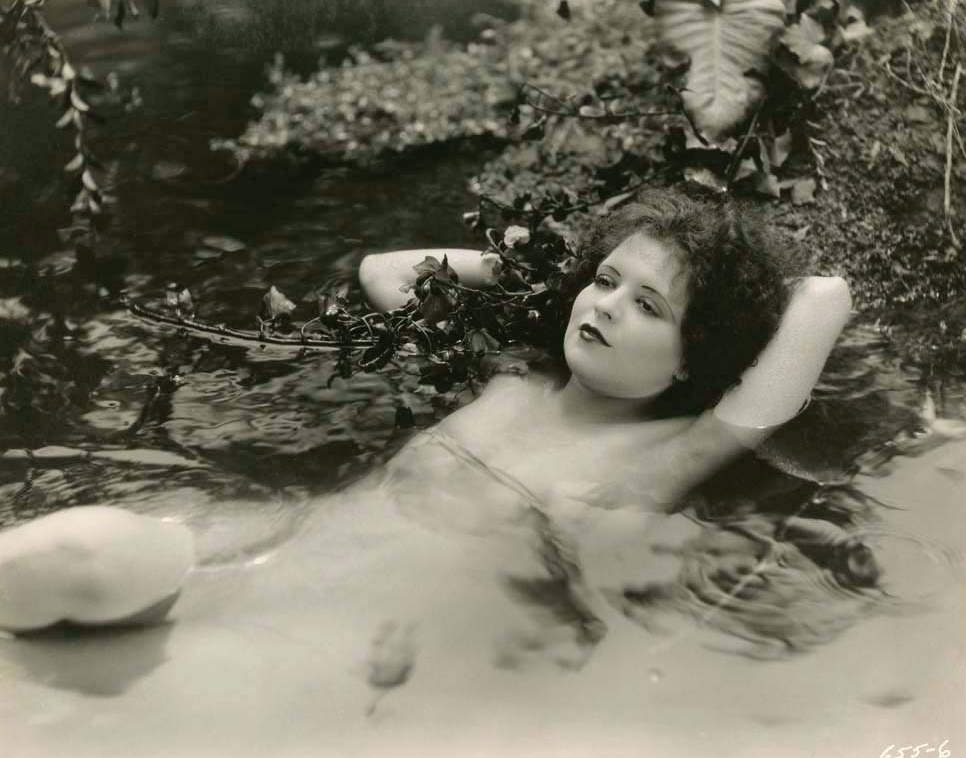
Hula (1927), avec Clara Bow